# ティンクルピット
『ティンクルピット』（TINKLE PIT）は、ナムコ（現・バンダイナムコエンターテインメント）より1994年3月に発売されたアーケード用固定画面アクションゲーム。
使用基板は『F/A』、『コズモギャング・ザ・パズル』などでも使用されたNA-1。ディレクターは見城こうじ。
ナムコ創立40周年を記念して製作されたタイトル。作中には、『パックマン』や『ディグダグ』など過去に発売されたナムコゲームのキャラクターが多数登場する。また、一部の面にはナムコゲームのタイトルやそれらに登場する固有名詞に因んだタイトルが用いられてる。

## システム
4方向レバーでピット（パティ）を動かして、Aボタンで鈴玉（ティンカーボール）をその場に置くことができる。Aボタンを押したままにして移動すると、ラインが引かれ、この状態でAボタンを離すとティンカーボールがライン上をもどってくる。このとき、ライン上にいた敵を一網打尽にすることができる。また、迷路状に落ちているポップコーンを拾えば、Bボタンで投げて敵を倒すことができる。画面上のすべての敵を倒すと、ラウンドクリア。
各ラウンドは界域と呼ばれる4 - 6ステージにわかれており、最終ステージのボスを倒すことでエンディングとなる。
GAME 1 - 4：花と緑の界域 ブルブルーム
GAME 5 - 10：おもちゃの界域 トイポップ
GAME 11 - 16：海の界域 エメラルディア
GAME 17 - 22：お菓子の界域 スイートショップ
GAME 23：中ボス・NAKA-G1号
GAME 24 - 29：宇宙の界域 ギャラオン
GAME 30 - 35：遺跡の界域 ラジェンダー
GAME 36 - 41：迷宮城の界域 ラビリス
GAME 42 - 47：幻想の界域 ファントマーナ
GAME 48：最終ステージ

## 敵キャラクター
敵キャラクター の追跡タイプは4通りに分かれている。
- Aタイプ：プレイヤーまでの縦と横の距離をそれぞれ計算し、遠いほうの座標を合わせてくる。
- Bタイプ：プレイヤーまでの縦と横の距離をそれぞれ計算し、近いほうの座標を合わせてくる。
- Cタイプ：プレイヤー近づこうとするが、岐路に来るたびに、プレイヤーに接近できる方向で曲がれる方向があればそちらに向かう。
- Dタイプ：プレイヤーから遠ざかるように逃げるが、敵の残り数が減ってHurry UpモードになるとAタイプになる。

兵隊（Aタイプ）
『トイポップ』からゲスト出演。とくに攻撃はしてこない。移動速度は遅い。
プーカァ（Aタイプ）
『ディグダグ』からゲスト出演。一定時間ごとに怒ってスピードアップ、「目変化」してチャイニーズプーカァとなり、壁を抜けて襲ってくる。
ファイガー（Bタイプ）
『ディグダグ』からゲスト出演。時々止まって炎を吹く。吹く方向は乱数の場合と、プレイヤーを狙う場合がある。
ムーニル（Aタイプ）
プレイヤーを狙ってガラガラを投げつけてくる。たまに転んでオムツがずり落ちる。
ティンボット（Cタイプ）
迷路の壁を突き抜けるレーザーで攻撃してくる。さらに、ティンカーボールが走りはじめたときにライン上にいると一定時間ジャンプして逃げる。
パーチク（Aタイプ）
バウンドし、壁を突き抜ける爆弾を投げる。投げる方向はプレイヤーを狙う場合と乱数の2通り。爆弾は3回跳ねると爆発するが、爆風に触れてもアウトになる。
ポピーナイト（Bタイプ）
鎧を着ていて、2回攻撃しないと倒せない（特殊攻撃アイテムなら1回で倒せる）。1回目の攻撃でヨロイが破壊され、移動速度の速いポピー君が飛び出してくる。
クリッパー（Aタイプ）
ハサミでプレイヤーのラインを切ってしまう。切られると、転んで38／60秒間動けない上に、鈴玉を回収しないといけない。切る条件は、クリッパーがライン上を歩いた距離（難易度により変化）。
スティンガー（Dタイプ）
4方向に矢印型ビームを2連射する。これにプレイヤーが当たると、ミスにこそならないが、転ばされて46／60秒間動けなくなる。
ポット＆パラサイト（Aタイプ）
ポットが壊れると中からパラサイトが出現。置いた状態の鈴玉に寄生する。1匹ごとに鈴玉の速度が低下するが、鈴玉を走らせると、距離に応じて1引きずつ消滅する。寄生前のパラサイトは踏み潰せる（10pts）。
モンスター（アカベー：Aタイプ、ピンキー：Bタイプ、アオスケ：Aタイプ、グズタ：ランダム）
最終面のみ登場。特殊能力は何も無し。得点は入らない。無限に出現する。
スパーキー
鈴玉の位置に出現し、プレイヤーに向かってライン上を走ってくる。鈴玉を戻せば消滅する。ラインを伸ばした時間の蓄積が45秒に達するごとに出現。ただし、条件を満たしたときにラインの長さが4キャラ以下だと出現は先送りされ、この間の時間は蓄積されない。
魔界王ダークプリンス
永久パターン防止キャラ。無敵で、壁を無視してプレイヤーを直接狙ってくる。どんどんスピードアップするが、プレイヤーが死ぬとリセットされる。ステージ開始45秒後（GAME47のみ60秒後）に出現。ボス面では出現しない。

## ボーナス・ターゲット
ボーナス・ターゲットは1面につき最高8個出現し、大（1,500点）・小（500点）の2種類が存在する。面スタート時には大が2個、小が1個配置されている。大を取ると画面上の小が大に変身し、新たに小が1個追加出現する。小を取ると小が1個出現する。
8個全てを大ターゲットで取ると、パーフェクトボーナスとして面クリア時には2万点が加算される。
1界域すべてのステージでパーフェクトを取り、ハイスコア・ランキング・トップ10に入ると、ネームとともにパーフェクトを取ったターゲット（第1界域ならリンゴ）が表示され、栄誉をたたえてくれる。
なお、ターゲットの出現順序や場所は各ステージごとに決まっているが、1個目のターゲットを取る方向で順序が逆になることがある。左または上から取れば設定どおりの順番だが、右はまたは下から取ると逆の順番になる。

## 出現アイテム
ある条件を満たせば、特殊な効力を持ったアイテムが出現する。
なお、特殊攻撃系アイテムは、敵を倒す、ボーナス・ターゲットを取るなどしてポイントの蓄積が150に達すると、次ラウンドで出現する。敵を倒した場合は通常は1ポイントで、まとめ消しすると1、2、3……というように加点される。ボーナス・ターゲット取得時は、小は1ポイント、大は2ポイントの加算である。
アイテムの出現は、150ポイントに到達したラウンドを25秒以内でクリアした場合は次ラウンド開始3秒後、それ以上かかった場合はラウンド開始8秒後である。また、アイテム出現中にレバーを上に入力しながらスタート・ボタンを2回押すことにより、アイテムが消える代わりに20,000点が獲得できる。
スピードアップ
プレイヤーの歩行速度がアップする。2周目以降は5,000点となる。
鈴玉スピードアップ
鈴玉の戻ってくる速度が速くなる。2段階にパワーアップ可能で、3個目以降は5,000点。
ライン・パワーアップ
ラインを引くと3秒程度ショックウェイブが走り、ライン上の敵を足止めできる。3段階まで。その後も一定距離ラインを伸ばせば、ショックウェイブ状態を作ることができ、死ぬまで有効である。
ポップコーン
Bボタンで投げ、敵に当たらなかった場合は15秒で消える。初期配置されている場合もあり、出現位置はあらかじめ設定されている数ヶ所の中から乱数で決定される。また、倒した敵がランダムで出す場合もある。
ドル箱
ボーナス得点。ノーミスで取っていくことにより、スコアがアップしていく。
トルネード
Bボタンで投げて、ぶつけた敵を竜巻に巻き込んで倒すことができる。まとめて倒すと高得点を獲得出来る。
ホーリィハレーション
聖なる光で画面上の敵を消滅させる。効力持続中は追加敵が出現しなくなる。
ペンギンブリザード
ブリザードが吹き、画面上の敵を氷づけにして一掃できる。効力持続中は追加敵が出現しない。
パックアタック
一定時間、自分がパックマンに変身して敵を食べることができる。続けて食べると高得点を獲得出来る。
ディグダグロック
画面上方から無数の岩が降ってきて、敵を押しつぶす。降ってきている間、自分は無敵になる。
ボーナス・フラッグ
初期配置敵を全て同時に倒すと出現。10,000点から始まり、毎ラウンド連続して出現させると100,000点までアップする。
スペシャル・フラッグ
点数が500,000点・1,000,000点に達すると、その次の面で出現。2人プレイ時は両者のトータル得点で判断される。1UPアイテム。

## 隠れキャラクター
ゲーム中に特定の範囲を通過すると、ナムコのゲームのキャラクターが現れる。各面につき1つずつ出現するが、出し逃すと、その面に出るはずだった隠れキャラは次の面に持ち越される。つまり、全面で隠れキャラを出さなければ、全ての隠れキャラは見られない。
出現方法は、ラウンド開始時のスコアに対応したエリア（万の位：縦のライン、千の位：横のライン）を、開始後4 - 24秒（残機表示の鈴がジャンプしている）間に通過すれば、隠れキャラが16秒間出現する。なお、GAME 1だけは例外で、スタート位置の左下が隠れキャラの出現位置である。

## その他
各面、残り敵数が規定値以下になると、BGMがアップテンポになり、敵の移動速度が速くなる。この規定値は1 - 5匹で、各面バラバラに設定されている。さらに、敵が最後の1匹になると脱出モードになる。4秒間逃げた後に到達した最初の交差点で、「Bye-bye!」と言って逃げる。
ネーム・レジストのときに画面の下を通過するMs.パックマンは、ランキング1位のときは、点数の全ての桁を足した数の下1桁によって5種類に変化する。また、全面クリアまたは1コインクリアでも変わる。文字数は1Pが6文字、2Pが3文字。

## 移植版
| No. | タイトル         | 発売日        | 対応機種                      | 開発元                  | 発売元     | メディア                                |
| --- | ---------------- | ------------- | ----------------------------- | ----------------------- | ---------- | --------------------------------------- |
| 1   | ティンクルピット | 2024年7月11日 | PlayStation 4 Nintendo Switch | ハムスター （移植担当） | ハムスター | ダウンロード （アーケードアーカイブス） |

アーケードアーカイブス版
- 家庭用初移植。「こだわり設定」では「ゲームスピードの調整」、「使用するキャラクターの切り替え」の設定が可能。